# 巴尔瓦纽什
巴尔瓦纽什，是匈牙利绍莫吉州所辖的一个村。总面积23.69平方公里，总人口544，人口密度23.0人/平方公里（2011年1月1日）。